# Sărut

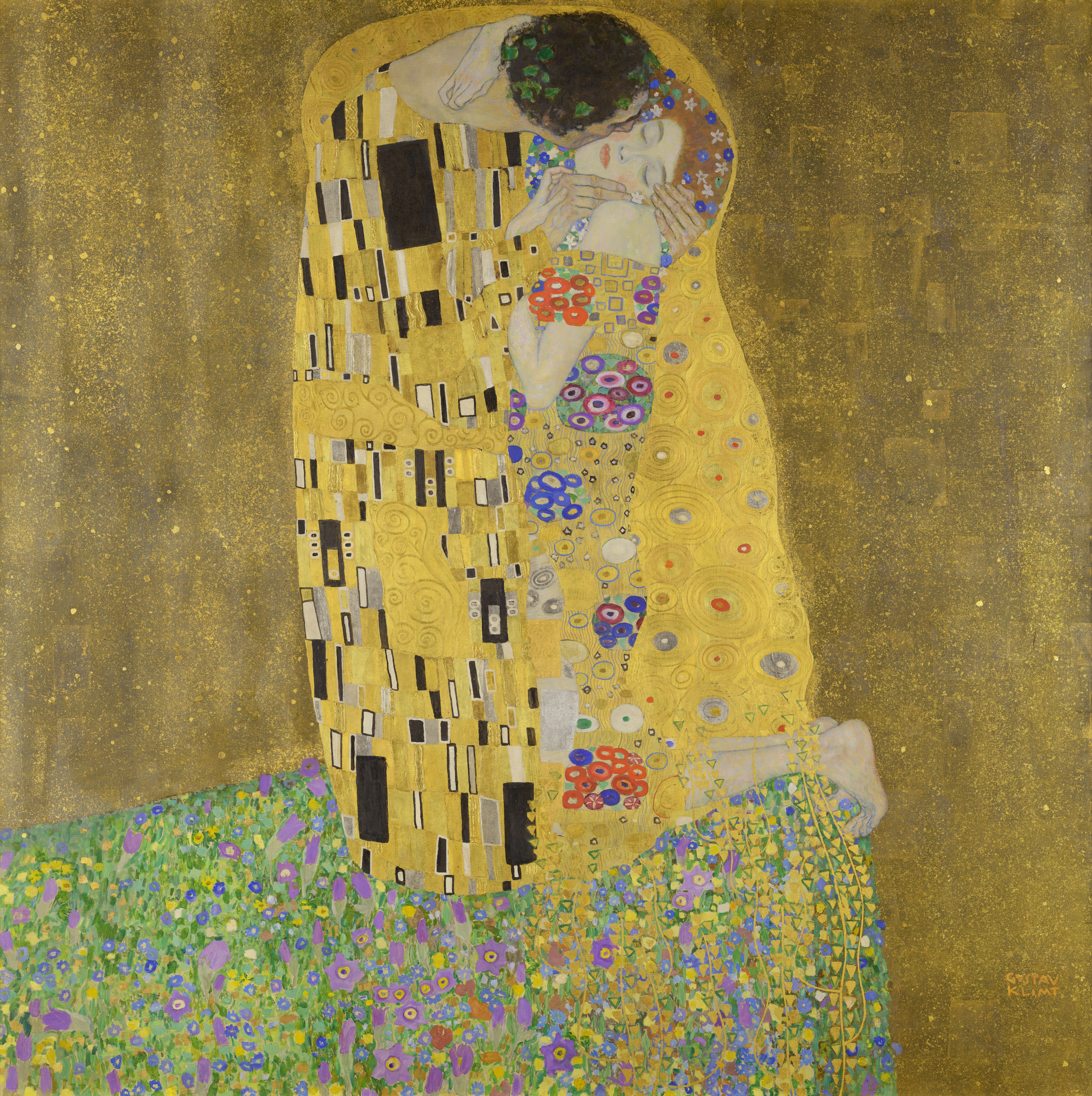
Tabloul „Sărutul”, realizat de pictorul austriac Gustav Klimt

Sărutul  este atingerea sau apăsarea buzelor  pe buzele unei alte persoane sau pe un punct de pe corpul ei sau al unui obiect. Conotațiile culturale ale sărutării variază foarte mult. În funcție de cultura și context, un sărut poate exprima sentimente de dragoste, pasiune, atracție sexuală, activitate sexuală, excitare sexuală, afecțiune, respect, salut, prietenie, pace și noroc. În unele situații, un sărut este un gest ritualic, formal sau simbolic care indică devotament, respect sau sacrament.  În unele societăți, sărutul are rol ritual sau de politețe, folosit ca o formă de salut, în acest caz poate să nu includă nici o manifestare emoțională. Sărutul, practic, înseamnă atingerea cu buzele, a buzelor altei persoane, a mâinii, feței, a oricărei alte părți ale trupului, a unei icoane, cruci, animale, jucării de pluș sau alte obiecte. Cuvântul sărut are foarte multe sinomime, multe dintre ele, folosite în cadru familial, precum: pupic, pupat, pupătură, sărutare, țoc, țocăire, țucare, țucat, țucătură, guriță.

## Biologie și evoluție

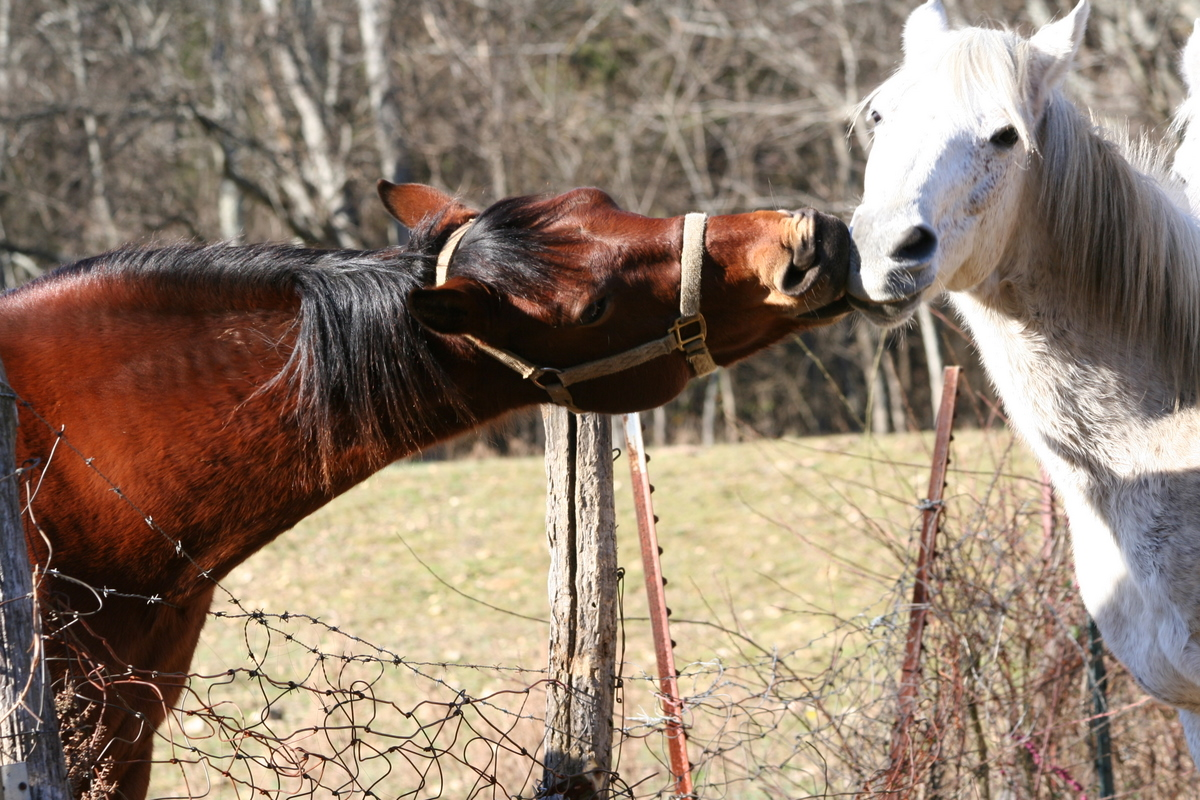
Sărut cabalin

Există diferite comportamente animale care arată folosirea sărutului la anumite specii de mamifere (îndeosebi la primate) și păsări. De aici, se naște ideea că sărutul la oameni face parte din comportamentul instinctiv și este o funcție biologică a buzelor. La unele specii de animale sărutul se manifestă prin diferite comportări sociale în cadrul speciei care asigură ordinea în grupul din care fac parte. În timpul curtării unele păsări realizează mișcări asemănătoare sărutului sau introduc hrană sau alte obiecte aduse ca dar păsării curtate. La alte specii de animale precum: cimpanzei, pești pupăcioși (Helastoma temmincki), la papagalii din genul Agapornis, sărutul este folosit ca mediu de comunicare și identificare sau ca semn al grupului din care fac parte.

## Fiziologia umană
În contactul buzelor involucrează acțiunea nervoasă relaționată cu stimularea erogenă în care intervin cinci centri nervoși cranieni folosiți pentru identificarea și recunoașterea elementelor din mediul înconjurător. Impulsurile electrice produse de acțiunea neuronală derivă în senzații originate în pielea buzelor, în zona supralabială și a limbii, semnale decodificate de creier. Atingerea buzelor produce stimulare nervoasă, iar creierul eliberează oxitocină, dopamină și adrenalină în fluxul sangvin, ceea ce duce la unele efecte pozitive pentru sănătate. Eliberarea de oxitocină produce transpirație și erecția penisului sau a clitorisului. Dopamina produce senzația de bine, iar adrenalina crește tonusul, nivelul glicemiei, tensiunea și ritmul cardiac.

## Sănătate
Sărutul aduce schimbări benefice la nivelul creierului, dar poate fi sursa unor boli contagioase.
Beneficii
Sărutul are calitatea de a elibera adrenalină și noradrenalină în fluxul sangvin, ceea ce provoacă o serie de schimbări fizice benefice pentru circulația sangvină, impulsionând ușor pulsul și tensiunea sangvină. Un sărut poate arde între 2 - 3 calorii pe minut. În timpul sărutului se eliberează endorfină, ceea ce ajută la eliminarea stresului și producerea unei stări de bine și relaxare.
Sărutul ajută la creșterea auto-stimei, la tonifierea mușchilor faciali, la degajarea anestezicului prezent în salivă, reglează nivelul colesterolului în sânge și ajută metabolismul.
Riscuri
Prin sărut, din cauza intrării în contact a tegumentelor, mucoaselor și a salivei, se pot transmite diferite boli microbiene. De asemenea, rănile sângerânde de la nivelul gurii (gingii, buze, limbă, etc) pot fi un factor de transmitere a unor viruși periculoși, cum ar fi virusul HIV, virusul B sau C. Prin sărut se pot transmite viroze, gripa, mononucleoză infecțioasă, infecții ale tractului respirator, herpes, gingivite, candidoza bucală sau meningita.

## Sărutul, expresie a afecțiunii

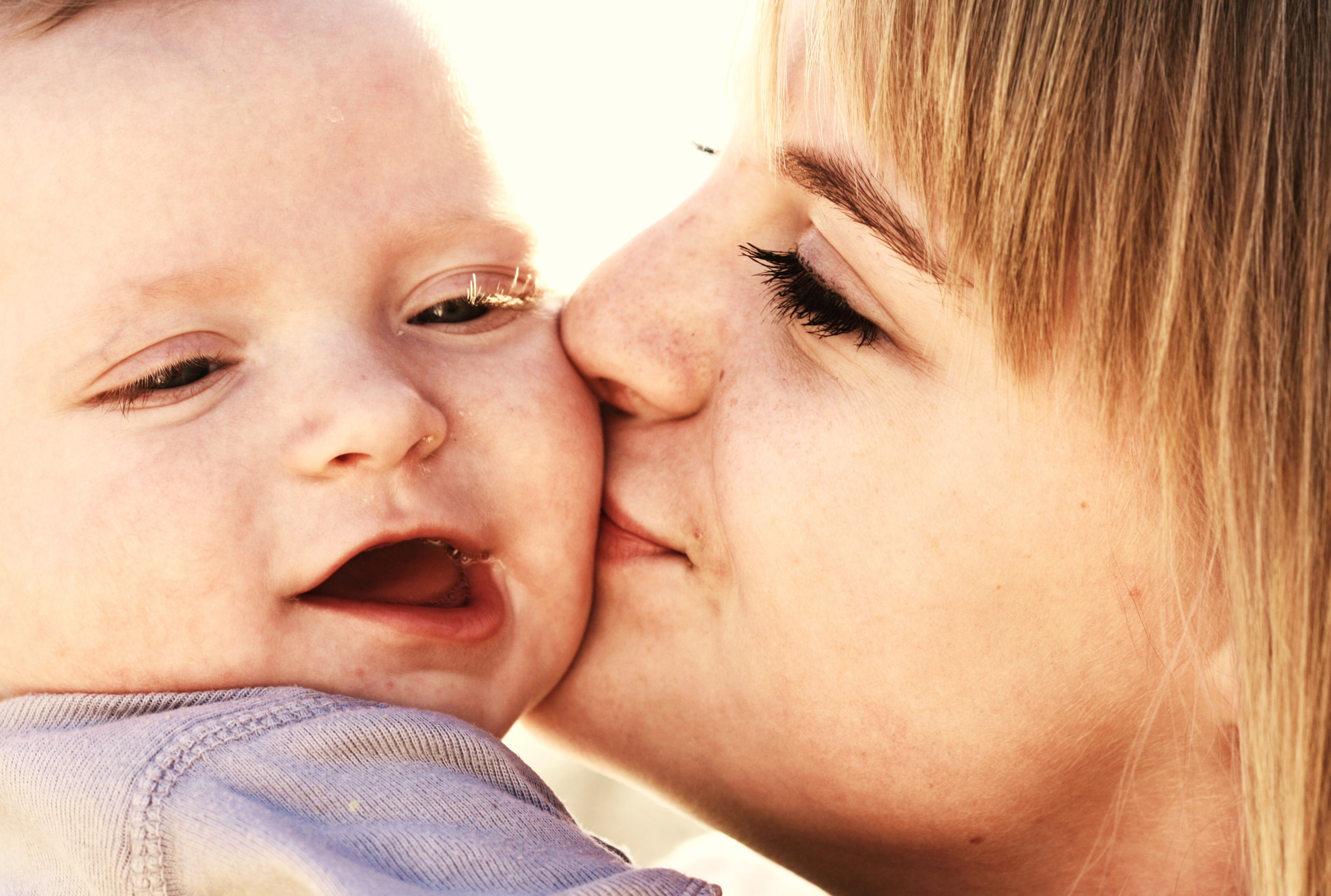
Mamă pupându-şi copilul

Sărutul, în semnificația culturală generală, reprezintă expresia emoțională care oglindesc sentimentele de iubire ale unei persoane către o alta. Sărutul poate avea implicații afective, romantice, erotice, sexuale care permit conexiunea între persoană și obiectul/persoana dorită. În majoritatea culturilor, sărutul reprezintă o expresie metalingvistică a iubirii, aprecierii, respectului sau afecțiunii. Sărutul, ca expresie de ocrotire și iubire vine în mod evolutiv de la animalele care își hrănesc puii cu alimentele din propria lor gură.. Originile erotice ale sărutului își are originea în Asiria, Grecia, India și Roma antică.
Semnificație romantică sau erotică

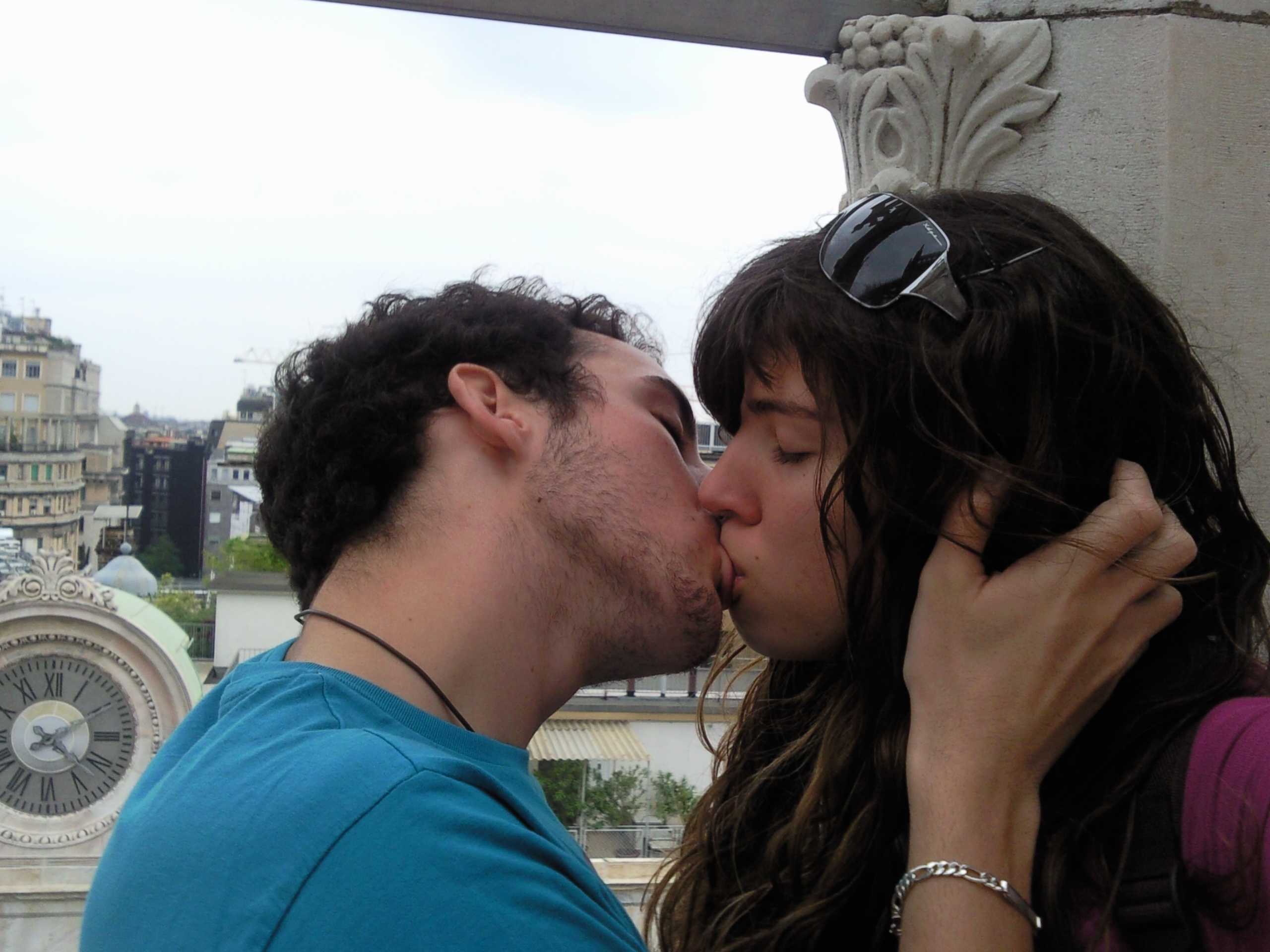
Sărut al unui cuplu heterosexual

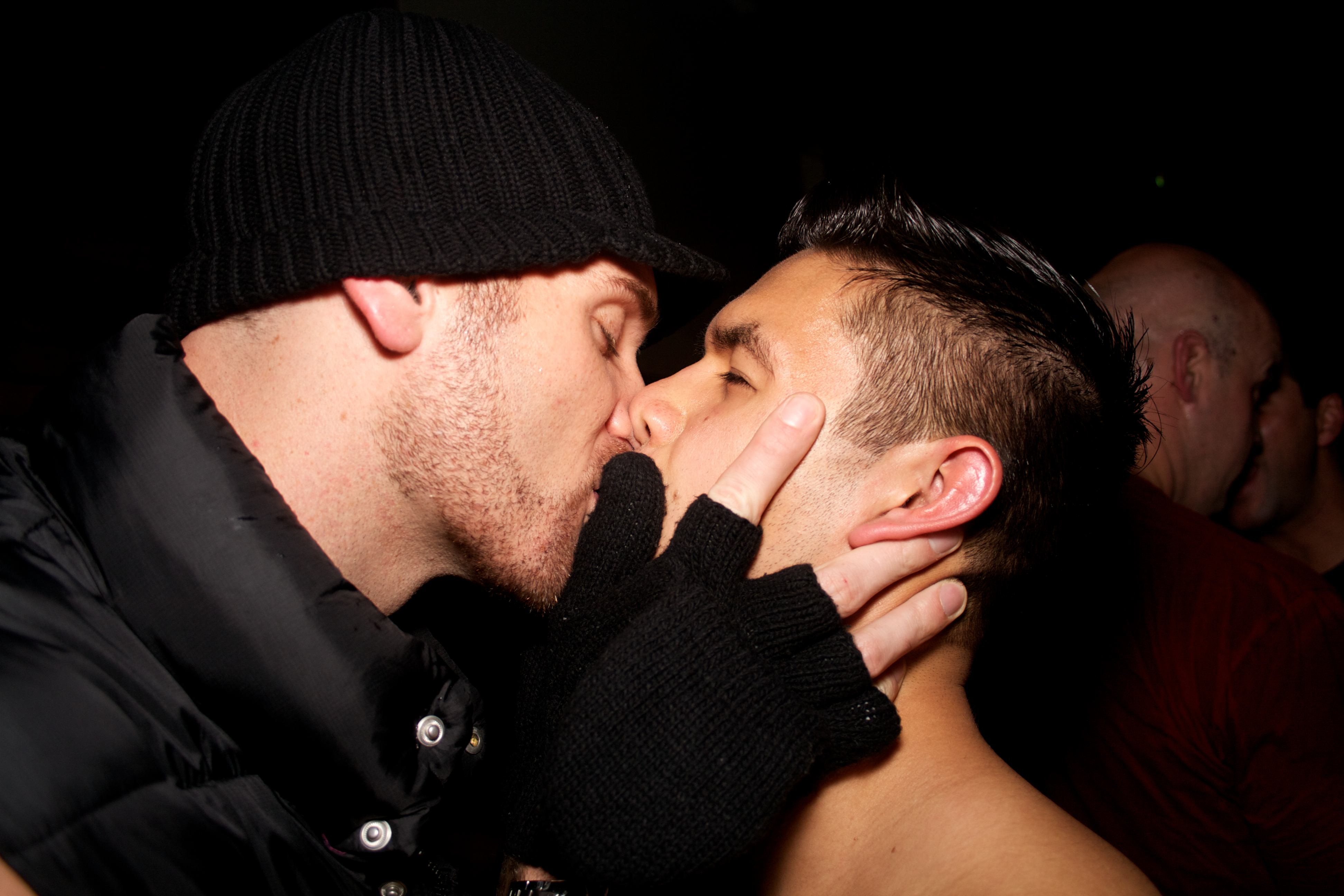
Sărut al unui cuplu homosexual

Săruturile cu semnificație romantică sau erotică se dă, de obicei, între persoanele care au dezvoltate importante legături emoționale, precum în cazul celor căsătoriți, logodnicilor sau celor ce trăiesc în concubinaj, și de obicei implică atingerea reciprocă a buzelor celor implicați cu intenții erogene. În aceste condiții, sărutul cu expresia de iubire și afecțiune provoacă receptorului sentimentul de apartenență, acceptare și declanșează alte sentimente pozitive precum fericirea. Sărutul este un component erotic intim, care stârnește răspunsul sexual al organismului și generează o serie de stimuli electrici în terminațiile nervoase ale buzelor. Datorită efectelor fizice pe care le produce sărutul este considerat un element al preludiului sexual. Din punct de vedere cultural, sărutul poate fi privit ca un ritual romantic, care arată sentimentele de iubire și legătura emoțională ce unește acele două persoane.
Expresie a afecțiunii și grijii

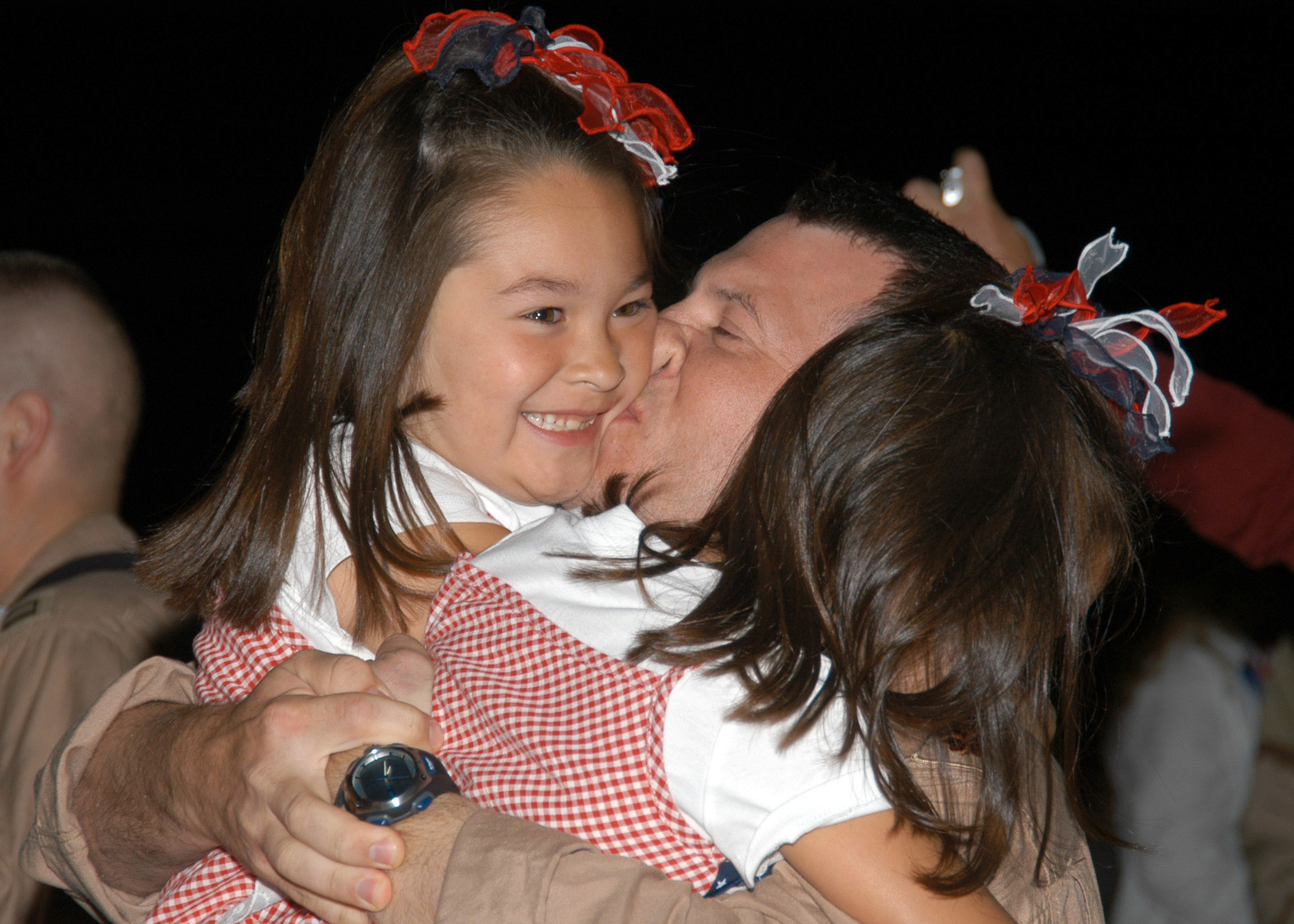
Tată sărutându-şi copiii

Un sărut poate simboliza iubirea care nu provine dintr-o stimulare sexuală, ci doar din afecțiune și ocrotire. Sărutul fără intenții sexuale se poate da oricărei persoane de orice vârstă sau sex,  față de care purtăm un sentiment pozitiv (afecțiune, compasiune, drăgălășenie, grijă, loialitate). Săruturile pot fi provocate și de empatie în momentele de bucurie intensă, tristețe profundă.
Săruturile ca expresie afectivă se manifestă ca un răspuns pentru iubirea primită, ca respect și recunoaștere a unei identități familiare și sunt comune între părinți și copii. Aceste săruturi se dau în mod obișnuit pe obraji sau frunte.

## Sărutul ritual
Sărutul convențional este o practică des întâlnită în diferite culturi atât occidentale, cât și orientale. Sărutul, în afara faptului că poate reprezenta iubire sau afecțiune, poate simboliza și respect, admirație, loialitate. În diferite societăți umane, sărutul face parte din etichetă, bune maniere și practici religioase sau culturale.
Formă de salut

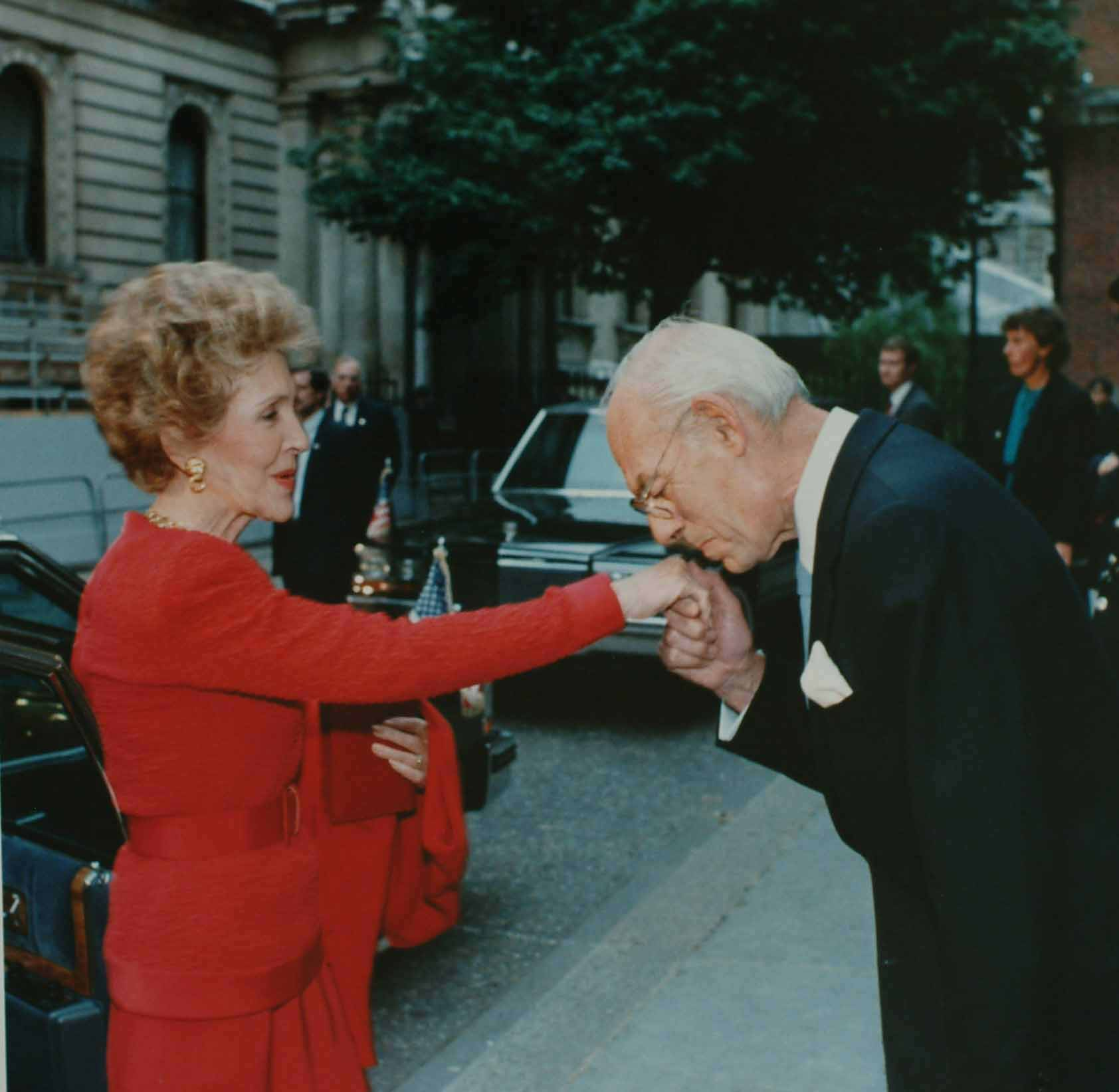
Sărut diplomatic

În unele culturi este convențional sărutul ca formă de salut și reprezintă curtoazie, respect sau admirație. Forma cea mai populară este cea de sărutare a mâinii ca gest de galanterie și cochetărie. Inițial a fost un gest practicat de către persoanele din clasele înalte dar care în anumite culturi a căzut în desuz sau a fost preluat de către comunitățile rurale.
Sărutul poate reprezenta loialitate și subordonare mai ales în aristocrație, case regale, unele societăți religioase, masonice sau frății. Aceste săruturi pot reprezenta subordonarea și neatentarea la puterea și rangul pe care o deține cel ce primește sărutul. În aceste cazuri se săruta mâna, bijuteriile, hainele sau picioarele.
În unele țări sau culturi sărutul este doar o formă de salut între persoanele apropiate sau mai puțin apropiate. Tipurile de săruturi ca formă de salut sunt:
- sărutul pe obraz, practică comună în America Latină și Europa;
- sărutul pe ambii obraji, des folosită în Argentina, Brazilia, Spania, Franța, Portugalia;
- sărutarea mâinii, un gest al aristocrației, al caselor regale, al misiunilor diplomatice, al clerului, de curtoazie, galanterie (în decădere, folosit mai ales în mediul rural) și ca salutare a persoanelor bătrâne sau cu diferite forme de handicap;
- sărutarea pe gură, în unele comunități din Rusia, bărbații se salută dându-și un sărut pe buze.

Ritual religios

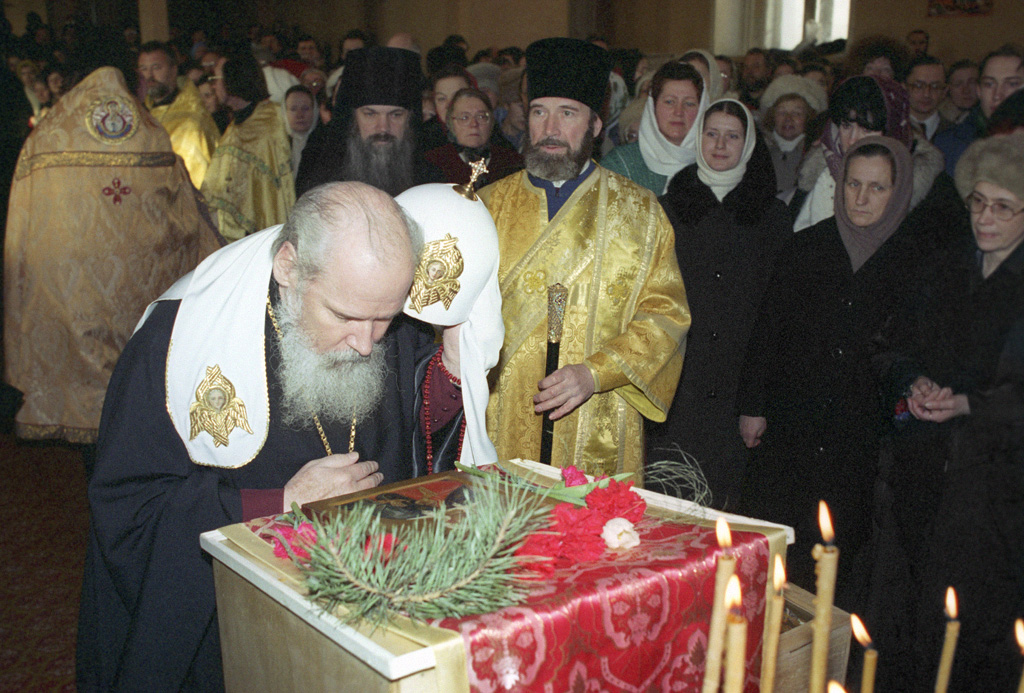
Sărutând o icoană

Sărutul poate fi folosit ca element ritual în diferite practici religioase, și în general reflectă respectul, adorația, subordonarea, admirația sau iubirea către o persoană, relicvă, obiect sau către zeitatea pe care aceștia o mijlocesc sau simbolizează.
Unele practici religioase includ:
- sărutarea Pietrei Negre în islamism[13];
- în hinduism se sărută podeaua templelor;
- în religiile abrahamice se sărută obiectele simbolice;
- în biserica catolică se sărută crucea, rozariul, mâna, inelul sau piciorul preotului, episcopului etc;
- în biserica ortodoxă sărutul este un element ritual foarte des întâlnit. Se sărută crucea, icoanele, mâna și haina preotului, podeaua;
- în unele credințe populare și superstiții, se sărută unele obiecte sau talismane cu scopul de a aduce noroc celor ce cred în ele.

## Tipuri de săruturi

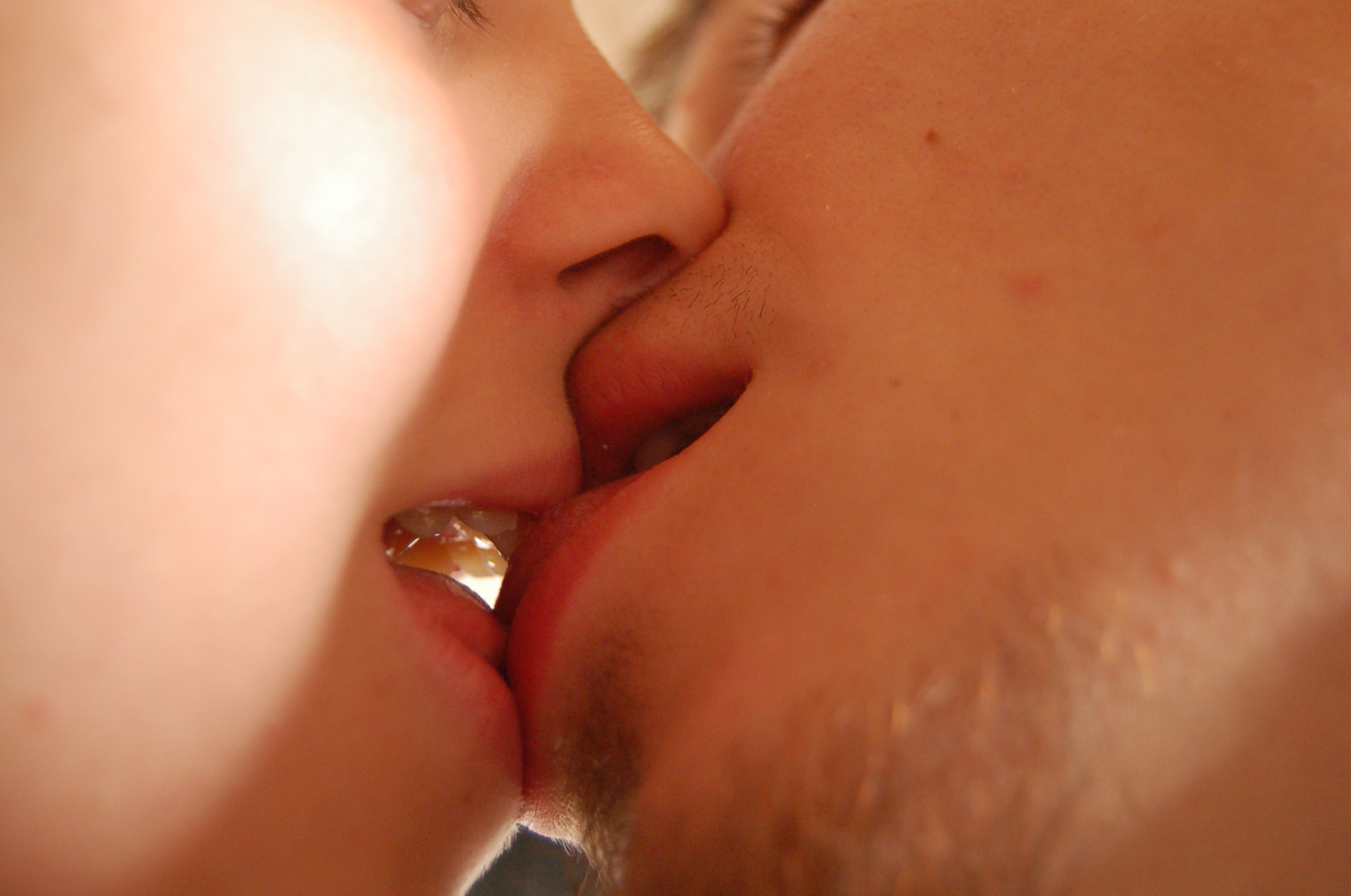
Sărut franţuzesc

- Sărutul pe buze, forma tradițională de sărut erotico-romantic. În general reprezintă afecțiune, iubire sau intenții sexuale.[14]
- Sărut franțuzesc, este un sărut pe buze combinat cu atingerea limbilor, respectiv pătrunderi reciproce ale limbii în cavitatea bucală a partenerului.Acest sărut este exclusiv erotic.[15]
- Sărutarea mâinii, este acel sărut când buzele ating dosul palmei. Acest reflectă curtoazie și galanterie.[16]
- Sărutul pe obraz, acel sărut în care se atinge cu buzele obrazul sau ambii obraji ai celeilalte persoane. În multe culturi, precum în cea occidentală sau arabă, este o formă de salutare. Deseori exprimă curtoazie, admirație și rareori romantism sau erotism.[16]
- Sărutarea picioarelor, sărutul în care se ating buzele de labele piciorului celeilalte persoane. Acest gest reprezintă loialitate și subordonare. De asemenea, acest sărut este folosit ca ritual de către Biserica Romano-Catolică. În cazul pedofiliei acest sărut este parte a stimulării sexuale.
- Sărutarea pe gât, este o sărutare cu intenții sexuale și care provoacă o stimulare puternică. Face parte din preludiul actului sexual.[17]
- Pupic, sărut scurt în general între parteneri, mamă și copil. În general reflectă grijă, ocrotire, afecțiune...

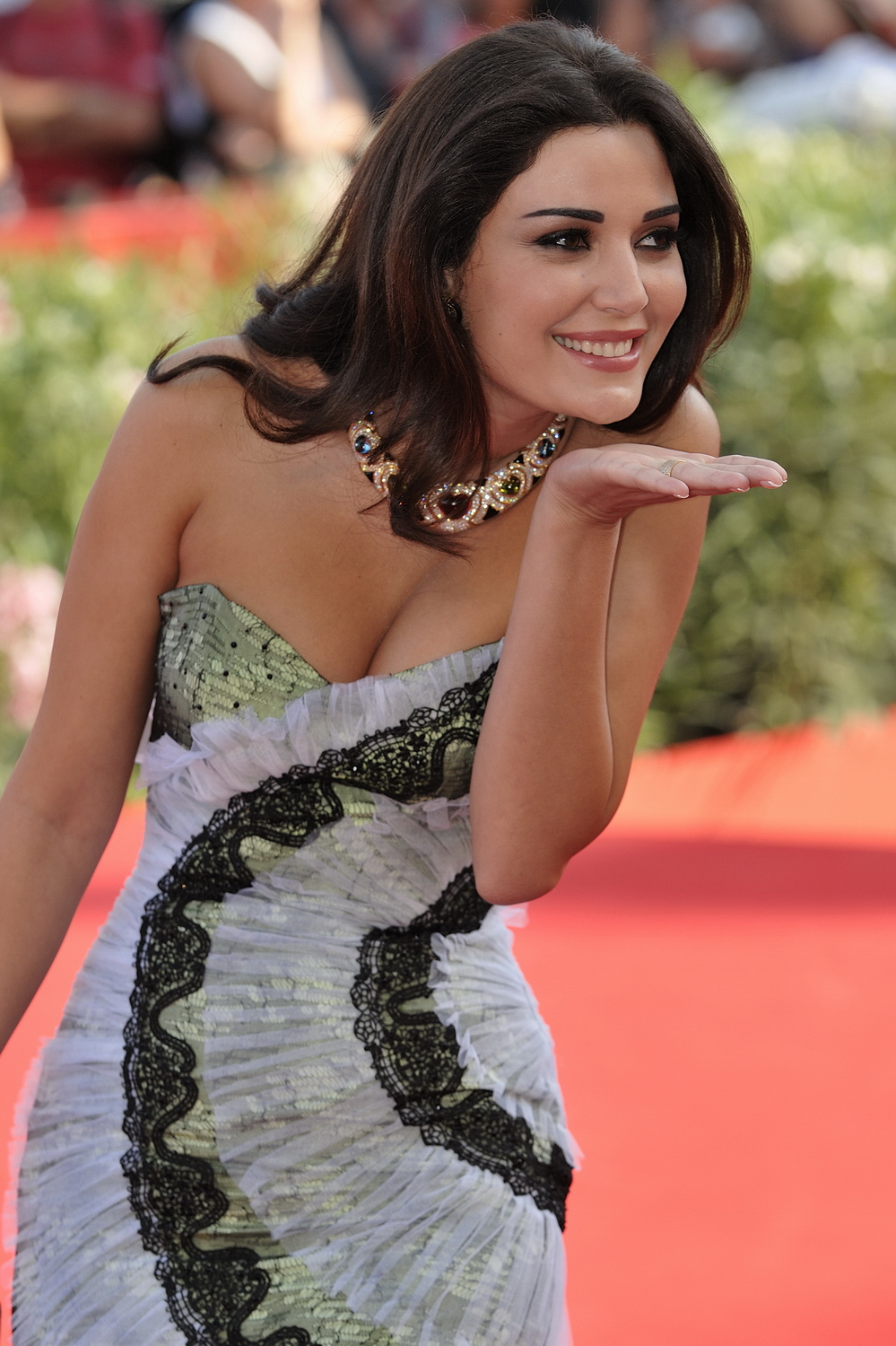
Cyrine AbdelNour trimiţând un sărut fanilor

- Relații sexuale caracterizate prin sărutări și mângâieri intime dar în care nu există nici un fel de tip de penetrare.[18]
- Sărut plescăit, zgomotos.[19]
- Sărutări cu scop erotic în diferite părți ale corpului, în general preludiu pentru actul sexual în sine.[20]

## Sărutul virtual
Sărutul virtual este un gest care simbolizează sărutul, dar buzele nu ating alte buze sau vreun obiect. Prin sărutul virtual se exprimă dorința de a săruta o persoană aflată la depărtare. Se realizează prin simularea sărutului țuguind buzele, prin diverse emoticoane, pe cale electronică, dar și prin alte obiecte care mijlocesc acest lucru: scrisori cu amprenta buzelor, pupări ale palmei proprii și apoi suflării în aceasta ca semn de transmitere a sărutului.
În mesajele de chat, emoticoanele folosite pentru a reprezenta sărutul conțin de obicei semnul „*” (buze strânse) — de exemplu :*, :-* sau :^*. Un cuplu sărutându-se poate fi reprezentat ca ( '}{' ).

## Săruturi faimoase
Sărutul pasional dintre un marinar și o infirmieră în vârstă de 21 de ani a fost surprins într-o fotografie alb-negru devenită celebră ce a fost realizată de Alfred Eisenstaedt pe 14 august 1945, la New York. Imaginea e asociată cu încheierea celui de-Al Doilea Război Mondial.